# إرنست س. ويلسون جونيور
إرنست س. ويلسون جونيور (بالإنجليزية: Ernest C. Wilson, Jr.)‏ هو مهندس معماري أمريكي، ولد في 15 مايو 1924 في بربانك في الولايات المتحدة، وتوفي في 18 أغسطس 1992 في شاطئ نيوبورت في الولايات المتحدة.